# Tvůrce mocný
Tvůrce mocný nebo také Tvůrce mocný nebe, země je česká duchovní píseň pocházející ze 17. století. 

## Zařazení do jednotného kancionálu
Do jednotného kancionálu byla zařazena pod číslem 904 s nápěvem z počátku 19. století a šesti slokami vzniklými přepracováním textu z letáčku, který byl vytištěn v roce 1827. Při mši se může zpívat při vstupu, před evangeliem a při obětním průvodu.
Pro jiný nápěv z roku 1847 se uvádí např. jako autor Josef Leopold Zvonař.

## Zmínky v literatuře
Píseň je zmiňována v české klasické literatuře, např. v románu Zapadlí vlastenci Karla Václava Raise, v povídce Boženy Němcové Chudí lidé nebo románu Jan Cimbura od Jindřicha Šimona Baara.